# Tendilla
Tendilla – gmina w Hiszpanii, w prowincji Guadalajara, w Kastylii-La Mancha, o powierzchni 22,84 km². W 2011 roku gmina liczyła 400 mieszkańców.